# Schickendantziella trichosepala
Schickendantziella trichosepala là một loài thực vật có hoa trong họ Alstroemeriaceae. Loài này được (Speg.) Speg. miêu tả khoa học đầu tiên năm 1903.